# Pavel Štys
Pavel Štys (8. prosince 1933, Praha – 24. srpna 2018, Praha) byl český entomolog a evoluční biolog specializující se především na ploštice,  profesor zoologie na Přírodovědecké fakultě Univerzity Karlovy v Praze a čestný člen České společnosti entomologické a International Heteropterists' Society[nedostupný zdroj] .

## Život a činnost
Pavel Štys se narodil Ludmile (1896–1976) a Jaroslavovi (1897–1963) Štysovým. Jeho otec, vyučený malíř,  pracoval ve firmě svého bratra Josefa, výrobce optických přístrojů Srb & Štys. Před nástupem na Univerzitu Karlovu v Praze Pavel Štys absolvoval Vančurovo reálné gymnázium (dnešní Gymnázium Na Zatlance). V roce 1957 vystudoval na tehdejší Biologické fakultě Univerzity Karlovy a nastoupil na fakultu. Vyučoval ale již během studií. V roce 1966 získal titul CSc. (ekvivalent Ph.D.) v Entomologickém ústavu Československé akademie věd v Praze, titul doktor přírodních věd (RNDr.) pak na Přírodovědecké fakultě UK v roce 1967.  Na katedře zoologie působil postupně jako asistent (1957–61), odborný asistent (1961–87), vědecký pracovník (1987–89) a vedoucí vědecký pracovník (1989–92). V roce 1993 se stal profesorem entomologie. Mezi lety 1991 a 1995 byl vedoucím entomologického oddělení na katedře zoologie Přírodovědecké fakulty Univerzity Karlovy v Praze, od roku 1995 do roku 1998 i vedoucím celé katedry. Byl také hostujícím profesorem na několika dalších univerzitách. 8. února 2008 byl zvolen čestným členem České společnosti entomologické.
Vedle celé řady odborných článků (198), učebnic (37) a dalších prací psal i články popularizační, například pro časopis Vesmír a Živa. 

## Taxonomie
Za svůj život popsal 200 nových taxonomických jednotek, převážně z řádu Heteroptera, ale i dvě z čeledi Syrphidae.
Na jeho počest pak bylo pojmenováno 52 druhů a 6 rodů. 